# Карна (гурт)
«KARNA» (КА́РНА) — український рок-гурт родом з Івано-Франківська. Серед відзнак колективу — диплом фіналістів фестивалю Червона Рута 2001 року та гран-прі фестивалю Тарас Бульба 2003 року.

## Історія

### Ранні роки (1997 — 2010)
Гурт створений у 1997 році в Івано-Франківську. Спочатку стиль учасники гурту позиціювали як «український альтернативний нью-метал». З часом стали використовувати власне визначення «гуцул-метал».
Весною 1997 року Віктор Вдович започатковує свій гурт і надає йому назву «Карна». До гурту приєднується гітарист Олександр Меркулов, а Віктор Вдович стає вокалістом–басистом. В такому складі було зроблено декілька виступів до літа. Влітку в Івано-Франківськ приїхав Владислав Ярун в пошуках музичного гурту, після смішного знайомства з Віктором Вдовичем, він стає соло-гітаристом гурту, а Олександр Меркулов стає ритм-гітаристом. В цей час до гурту приєднується барабанщик Андрій Михайлов і вокаліст Владислав Мельник. В такому складі Владислав Мельник (вокал) Владислав Ярун (соло-гітара) Олександр Меркулов (ритм-гітара) Віктор Вдович (бас-гітара) Андрій Михайлов (барабани) гурт починає свою стабільну роботу. Восени 1998 року Олександр Меркулов покидає гурт і переїжджає до США, на місце ритм-гітариста приходить Олексій Ярош. Навесні 1999 року заради військової служби Олексій Ярош покидає гурт, новим ритм-гітаристом стає Роман Григорів. Влітку 1999 року гурт покидає Андрій Михайлов, новим барабанщиком стає Микола Червонецький. Навесні 2002 року гурт покидає Владислав Мельник і переїжджає до Великої Британії, новим вокалістом стає колишній ритм-гітарист Олексій Ярош. З цього моменту гурт кардинально змінюється та міняє свій стиль, з'являться нові пісні «Сміття», «Летимо» і «Ми будемо разом». Восени Роман Григорів покидає гурт, єдиним гітаристом гурту залишається Владислав Ярун.
Роботу над своїм першим альбомом гурт починає в такому складі: Олексій Ярош (вокал), Владислав Ярун (гітара), Віктор Вдович (бас-гітара), Микола Червонецький (барабани).
У 2003 році Карна випускає свій перший альбом «Летимо».
У 2007 році гурт покидає Віктор Вдович (засновник Карни) і Микола Червонецький, новим бас-гітаристом стає Максим Маслак, а новим барабанщиком — Олег Білоус.
У такому складі гурт почав роботу над своїм другим альбомом.
Другий альбом вийшов у 2010 році «KARNA» та ввійшов до топ 100 альбомів часів української незалежності за версією музичного видання Karabas Live.
У вересні 2010 року гітарист Владислав Ярун заявив про розпуск проєкту. Та колишні учасники гурту зробили новий проєкт під назвою ExKarna. Склад гурту залишився незмінним, окрім гітариста — місце Владислава Яруна зайняв Андрій Дем'янов. А восени 2011 року гурт ExKarna змінив склад, залишивши з колишніх учасників лише вокаліста Олексія Яроша. Пізніше гурт змінив назву на «Mol'fa».

### Гуцул-метал (2013 — 2020)
У 2013 році гурт KARNA поновив свою діяльність з новим вокалістом Олексієм Шманьовим і старим басистом Віктором Вдовичем, на місце гітариста і барабанщика повернулись Владислав Ярун і Олег Білоус. Визначивши свою стилістичну концепцію власним терміном «гуцул-метал» гурт продовжив працювати.
Наприкінці червня 2014 р. вийшов перший сингл колективу в оновленому складі «За тебе кров моя». 2015 року місце Віктора Вдовича займає Павло Корсун. Перший відеокліп відродженого гурту вийшов 2016 року на пісню «Маленька», а після нього, у 2017 р. — «Party на Прикарпатті» (режисер обох кліпів — Віктор Скуратовський), який був визнаний кращим метал-відео України 2017 року за версією «The Best Ukrainian Metal».
17 листопада 2017 року вийшов третій за рахунком альбом «Гуцул-метал» який ознаменував створення нового, однойменного, жанру, в якому колектив продовжив працювати й надалі. Альбом був презентований у Києві, Львові та інших містах.. Також альбом увійшов у топи iTunes та Google Play. У період між виходом альбомів гурт активно виступав як на локальній сцені (зокрема, ініціювавши перший івано-франківський рок-фестиваль «Рок-Вибух»), так і в масштабах України й за її межами.
Восени 2018 року гурт вирушив у всеукраїнський тур #гуцулметалвкожнухату, охопивши 12 міст та зібравши аншлаг у столиці.
14 березня 2019 року гурт KARNA презентував нове відео на пісню «Вітролом» з альбому «Гуцул-метал» (2017).
19 квітня музиканти оголосили, що Олексій Шманьов покидає гурт, зосередивши увагу на своєму основному проєкті Entree, а на місце вокаліста повертається Олексій Ярош. 7 травня колектив презентував сингл «Прометей», який став першим студійним релізом для Яроша в складі гурту з 2010 року.

### 2021 — дотепер
3 лютого 2021 року гурт презентував новий анімаційний кліп до пісні «Синевир». За словами музикантів, «Синевир» — це їхній музичний протест проти вирубки Карпатських лісів та контрабанди лісу. 
Наш меседж простий і лаконічний: не рубай Карпати! Рубай гуцул метал!
9 липня 2021 року гурт презентував кавер на пісню «Двоє» гурту Фантом-2, присвячений вокалісту гурту Роману Матіяшу та «всім тим, хто створював і створює сучасну українську культуру».
З початку російського вторгнення 2022 року вокаліст гурту Олексій Ярош воював у складі Сил оборони України та пізніше повернувся з фронту до цивільного життя.
У квітні 2022 року гурт видав пісню «Мама Галичина» із присвятою загиблому Юрію Руфу.
24 листопада 2023 Карна дали перший за два роки повномасштабної війни сольний концерт в Києві. На початку грудня 2023 гурт випустив новий кліп на пісню «Прошу пана до смереки». Зйомки відбувалися у Національному природному парку «Гуцульщина» (Косівщина). Режисером відео виступив Віктор Скуратовський. Також у записі пісні запрошеним гроул-вокалістом став Віктор Новосьолов, знаний за участю в гуртах «АННА» і Kompas.[джерело?]
17 травня 2024 року гурт випустив свій четвертий студійний альбом "Гуцулізейшн".
18 квітня 2025 року на своєму Youtube каналі гурт випустив кліп на пісню "Високий перевал"

## Назва
У дохристиянському віруванні Карна — божество, що уособлювало плакальницю за загиблим. Також, це втілення кари, жалю, смерті на полі бою. В індійській міфології — це один із головних героїв епосу “Махабхарати”, найсильніший воїн, втілення доблесті та честі.

## Склад гурту
- Олексій Ярош — ведучий вокаліст, ритм-гітара (1998—1999, 2002—2010, 2019-наші дні)
- Владислав Ярун — гітара, бек-вокал (1997—2010, 2013-наші дні)
- Павло Корсун — бас, бек-вокал (з 2015)
- Олег Білоус — барабани (2007–2010, 2013-наші дні)

### Колишні учасники
- Олексій Шманьов (гурт Антре) — вокал (2013–2019)
- Максим Маслак — бас (2007–2010)
- Анна Добриднєва — бек-вокал, клавіші (2006—2009)
- Віктор Вдович (Ґоблін) — бас (1997–2007, 2013–2015)[29]
- Владислав Мельник — вокал (1997–2002)
- Микола Червонецький — барабани (1999–2007)
- Андрій Михайлов — барабани (1997–1999)
- Олександр Меркулов — ритм-гітара (1997–1998)
- Роман Григорів — ритм-гітара (1999–2002)

## Дискографія

### Студійні альбоми
1. «Летимо» (2003)
2. «KARNA» (2010)
3. «Гуцул-метал» (2017)
4. «Гуцулізейшн» (2024)

### Збірки
- «Перлини сезону 2003» (пісня «Ми будемо разом»)
- «Неформат — Всі кольори української альтернативи» (пісня «Це Твій Останній Сон Де Іде Війна»)
- «Тарас Бульба-2002» (пісня «Безнадійно хворий» live)

### Сингли
- «За тебе кров моя» (2014)
- «Чекати буду» (2015)
- «Полтергейст» (2016)
- «Маленька» (2016)
- «Прометей» (2019)
- «ARKAN» (2019)
- «Синевир» (2021)
- «Двоє (Фантом 2)» (2021)
- «Бойко» (2021)
- «Добрий вечір» (2021)
- «Мама Галичина» (2022)
- «Вітролом», акустичне виконання сержанта Олексія Яроша (2022)
- «Річард з гір» (2022)
- «Прошу пана до смереки» (2023)
- «Високий перевал»  (2025)

## Відеографія
- «Ми будемо разом» [Архівовано 6 грудня 2015 у Wayback Machine.] (2002)
- «Ті, що танцюють на голові» [Архівовано 2 червня 2022 у Wayback Machine.] (2008)
- «В обіймах сплячого сонця», режисер Віто Бакін [Архівовано 6 серпня 2018 у Wayback Machine.] (2009)
- «За тебе кров моя» [Архівовано 3 квітня 2016 у Wayback Machine.] (2014)
- «Маленька», режисер Віктор Скуратовський [Архівовано 13 квітня 2019 у Wayback Machine.] (2016)
- «Party на Прикарпатті», режисер Віктор Скуратовський [Архівовано 20 серпня 2017 у Wayback Machine.] (2017)
- «Вітролом» [Архівовано 17 листопада 2021 у Wayback Machine.] (2019)
- «ARKAN [Архівовано 22 квітня 2022 у Wayback Machine.]» (2019)
- «Прометей [Архівовано 22 квітня 2022 у Wayback Machine.]» (2019)
- «Синевир» (2021)
- «Двоє(Фантом2)» [Архівовано 21 листопада 2021 у Wayback Machine.] (2021)
- «Добрий вечір», режисер Віктор Скуратовський [Архівовано 21 листопада 2021 у Wayback Machine.] (2021)
- «Мама Галичина» [Архівовано 22 квітня 2022 у Wayback Machine.] (2022)
- «Прошу пана до смереки», режисер Віктор Скуратовський (2023) [30]
- «Високий Перевал», режисер Віктор Скуратовський (2025)